# 토요타 벨파이어
토요타 벨파이어(Toyota Vellfire)는 토요타 자동차의 미니밴으로, 알파드의 형제 차종이다.

## 1세대

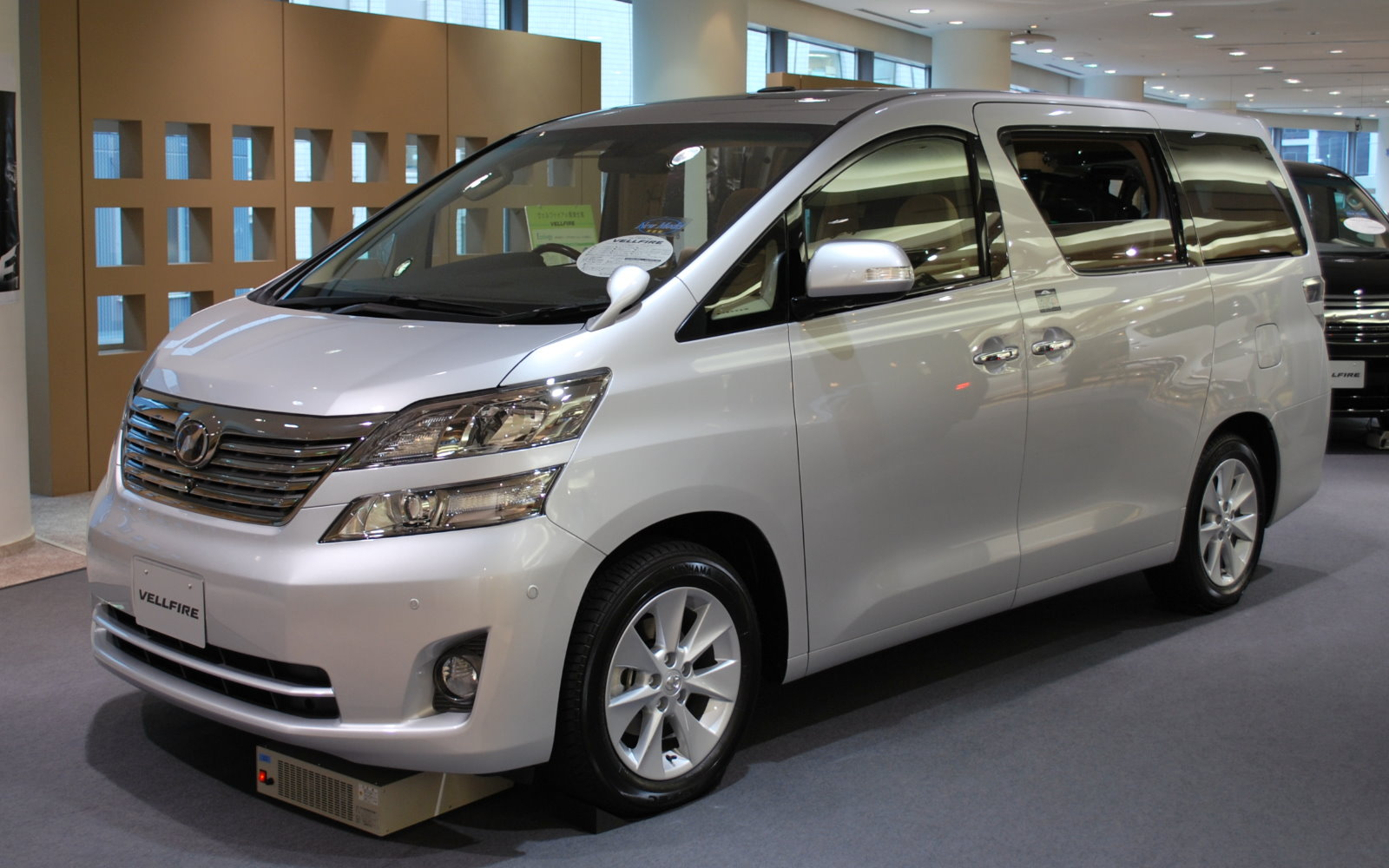
토요타 벨파이어 정측면

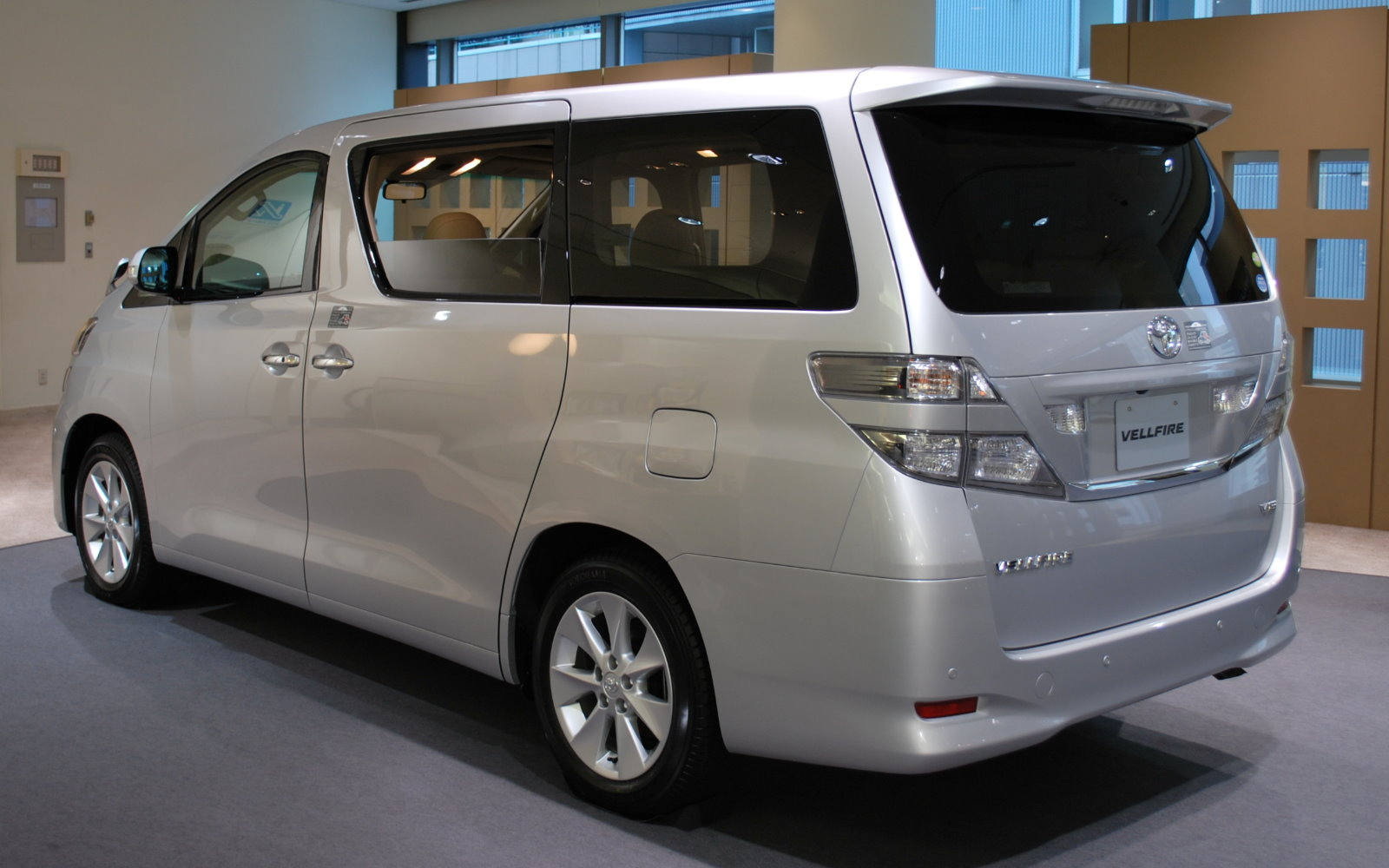
토요타 벨파이어 정측면

토요펫트 딜러에서 팔리던 기존의 알파드 G는 2세대를 거쳐 토요펫트 딜러에서 계속 판매되는 대신 비스타(이후 넷츠로 변경) 딜러에서 팔리던 알파드 V는 벨파이어라는 새로운 차명으로 선보였다. 새로워진 차명 외에도 상하로 나뉜 헤드 램프와 클리어 타입의 리어 램프 등으로 알파드와 차별화를 이루었으나, 기본적으로는 같은 차체와 메커니즘을 쓰는 형제 차종이다. 다만 알파드가 고급스러움을 내세우는 데에 비하여 벨파이어는 스포티함과 다이내믹함을 표방하는데, 이는 각 차종이 판매되는 딜러의 성격이 반영된 것이다.

## 2세대

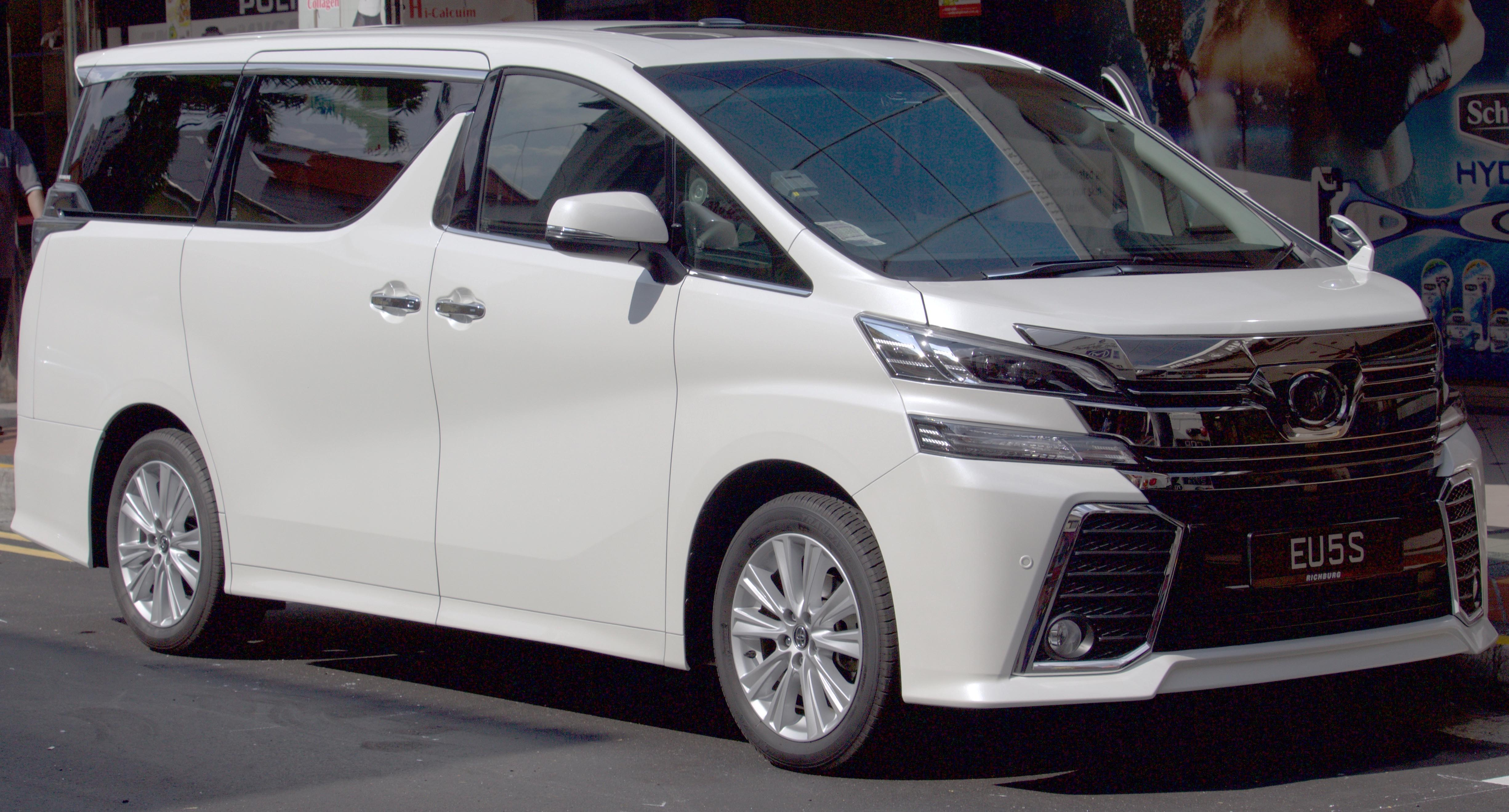
토요타 벨파이어 정측면

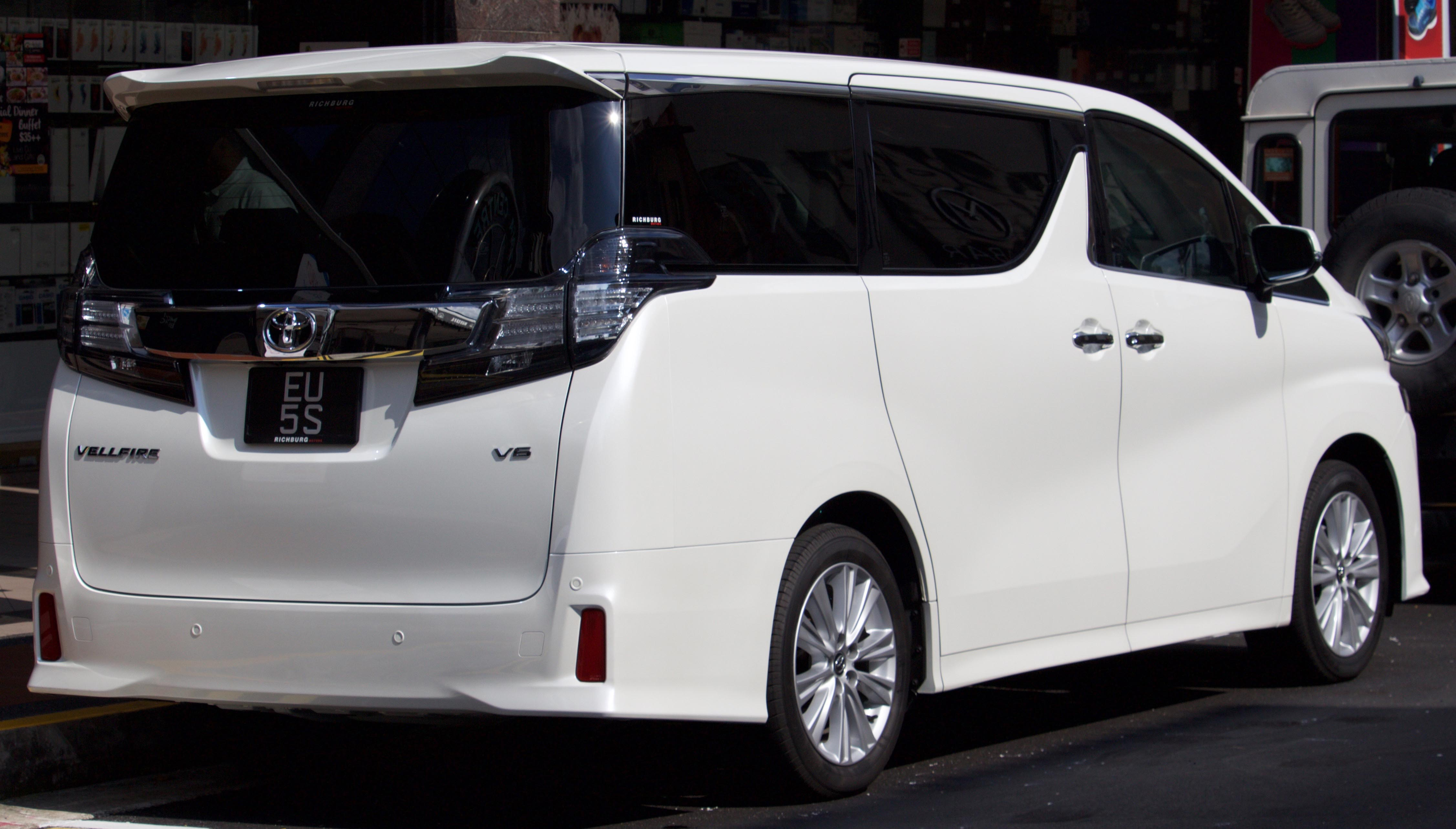
토요타 벨파이어 후측면

대공간 고급 살롱이라는 컨셉트로 개발되었다. 후륜 서스펜션은 기존에 쓰이던 토션빔 식 서스펜션을 대신하여 더블 위시본 식 서스펜션이 적용되어 승차감과 조종성을 향상시켰고, 고장력 강판의 적용 범위 확대와 구조용 접착제 도입 등에 따른 차체 강성 강화와 더불어 제진재와 공기 방음재를 효과적으로 배치하여 높은 정숙성을 실현하였다. 바닥이 저상화됨에 따라 전고도 낮아졌고, 롱 어시스트 그립을 갖추어 승차성의 편리함을 도모하였다.

## 3세대

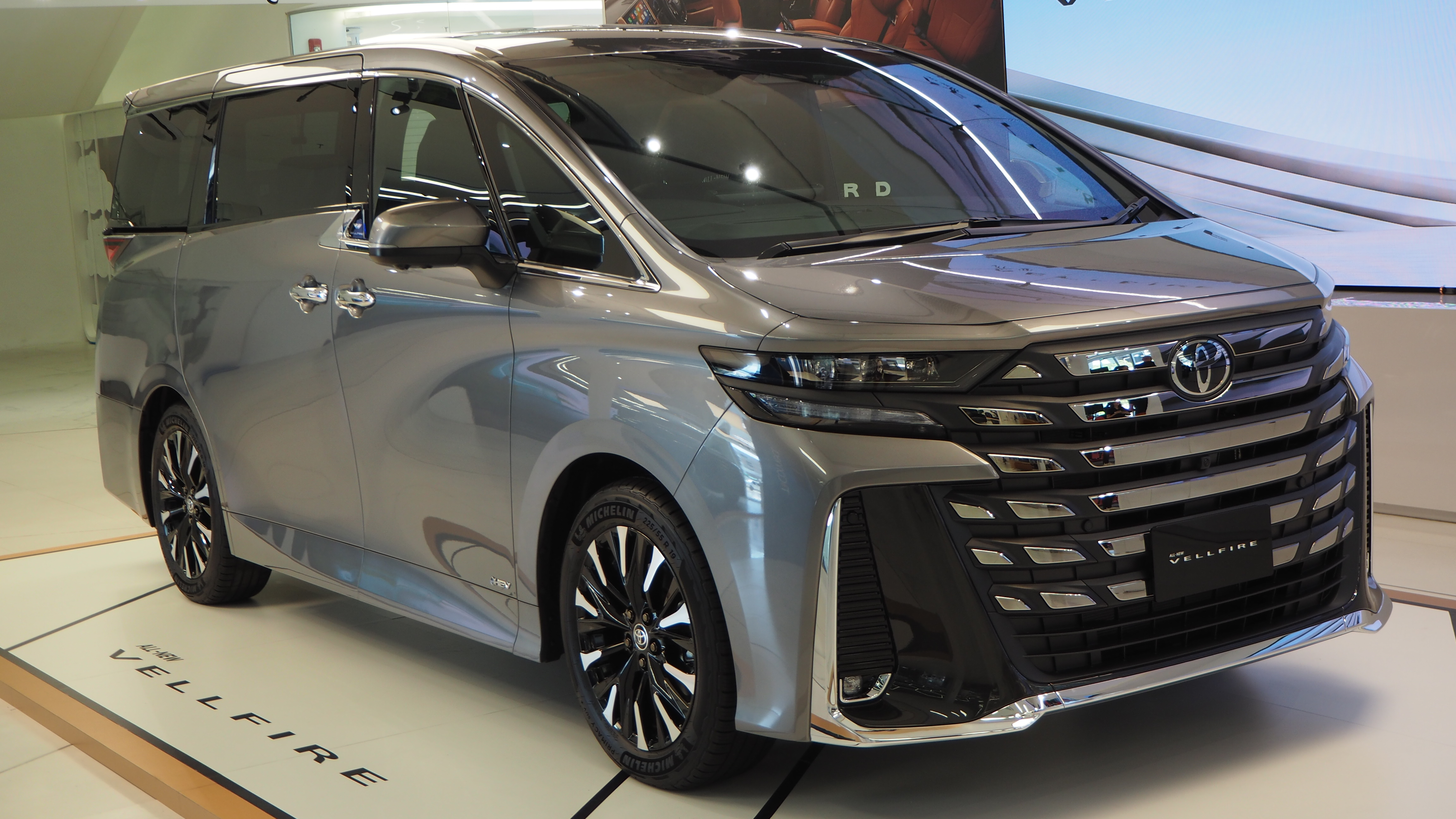
토요타 벨파이어 하이브리드 정측면

3세대 벨파이어는 새로운 플랫폼 TNGA-K 한편 2세대까지 설정되어 있던 3.5L V6는 폐지되었다.